# Mireille Vidueira
Pas d'image ? Cliquez ici
Mireille Vidueira Scheurer, née le 28 juin 1986 à Boécourt en Suisse, est une pilote automobile suisse en rallye. Elle participe principalement à des rallyes français, suisses et italiens.
Elle a remporté deux titres majeurs, le titre de championne de France des rallyes féminine en 2023 et le titre ERT3 Alps Rally Trophy en 2022.

## Biographie
Mireille Vidueira participe à son premier rallye en 2018 lors du 12e Rallye Régional de l'Alsace Bossue, à bord d'une Mitsubishi Lancer Evo IX.
Elle participe pour la première fois à des rallyes du Championnat de France Rallyes en 2021 où elle termine au classement féminin à la 7e place. Elle participe la même année à des rallyes suisses et italiens. 
En 2022, à bord d'une Ford Fiesta Rally3, elle remporte son premier titre, le ERT3 Alps Rally Trophy, championnat regroupant des rallyes français, suisses et italiens. Au rallye Coeur de France, elle obtient également sa première victoire en classement féminin d'une épreuve du championnat de France des rallyes.
En 2023, également à bord d'une Ford Fiesta Rally3, elle remporte le titre de championne de France des rallyes féminine.
En 2024 et 2025, elle participe essentiellement à des rallyes du Championnat de France asphalte et terre.

## Palmarès
| Année | Titre                                     | Titre                                     | Titre                                     |
| ----- | ----------------------------------------- | ----------------------------------------- | ----------------------------------------- |
| 2022  | Championne ERT3 Alps Rally Trophy         | Championne ERT3 Alps Rally Trophy         | Championne ERT3 Alps Rally Trophy         |
| 2023  | Championne de France des Rallyes féminine | Championne de France des Rallyes féminine | Championne de France des Rallyes féminine |